# Jules Maigret
Jules Maigret er en fiktiv person i en række kriminalromaner af den belgiske forfatter Georges Simenon. Commissaire Maigret er hovedperson i 75 romaner (75 titler 1931–72). og 28 kortere fortællinger, som Simenon skrev over en periode på mere end fyrre år. Romanerne bliver generelt omtalt som Maigret-romanerne for at adskille dem fra Simenons øvrige romaner, som har andre hovedpersoner, og ikke altid tilhører kriminalgenren.
Maigret er kommissær i det parisiske kriminalpoliti, er almindelig af højde, lettere korpulent og for det meste en midaldrende person. Hans typiske rekvisitter er bowlerhat, overfrakke og pibe, hans mest fremtrædende karaktertræk er en flegmatisk ro, hans indlevelsesevne under opklaringen af forbrydelserne og hans empatiske forståelse for forbryderen, som han ikke ser ned på som følge af dennes forbrydelse.
Den første Maigret-bog hed Peter fra Letland og udkom i juli 1930. Simenon skal efter sigende have fundet på sin hovedperson på en café i den nederlandske by Delfzijl i 1929. Men i juli 1932 fortalte Simenon til avisen La Republique at han var rejst til Norge for at finde stilhed og ro til at skabe en troværdig fransk politimand. "I Ishavet under polarcirkelen fødte jeg Maigret med glæde og kærlighed," udtalte han. Sommeren 1929 sejlede han og hans kone Tigy i kanalerne mod Delfzijl. Båden "Ostrogoth" var en 35 fods fransk kutter. Rejsen gav impulser til nogle af hans bedste bøger: Maigret og manden uden hoved, Maigret og lekteren med de to hængte og Maigret og kanalmordet henter alle handling fra en verden af vandveje, værtshuse og sære mennesker. Men i et forord til sine samlede værker i 1966 beskriver Simenon, hvordan "Ostrogoth" lå i inde til reparation, mens han selv sad med skrivemaskinen i en forladt båd i Delfzijl. I løbet af 4-5 dager var Peter fra Letland angivelig færdig. Men selv om dette var den første Maigret-bog, blev den først udgivet som den femte i rækken.
En rørt Simenon var til stede i Delfzijl, da byen 3. september 1966 afslårede en bronzestatue af hans fiktive politimand Maigret.
Maigret og bøgerne om ham blev hurtigt populære over store dele af verden, og mange af historierne er siden filmatiseret til såvel biograf som tv. Blandt de skuespillere, der har portrætteret Maigret, er Rupert Davies i en række engelske filmatiseringer, Jean Gabin i franske spillefilm, Jean Richard og Bruno Crémer i en fransk tv-serie og Rowan Atkinson i britiske filmatiseringer fra 2010'erne.